# Jastrzębsko Stare

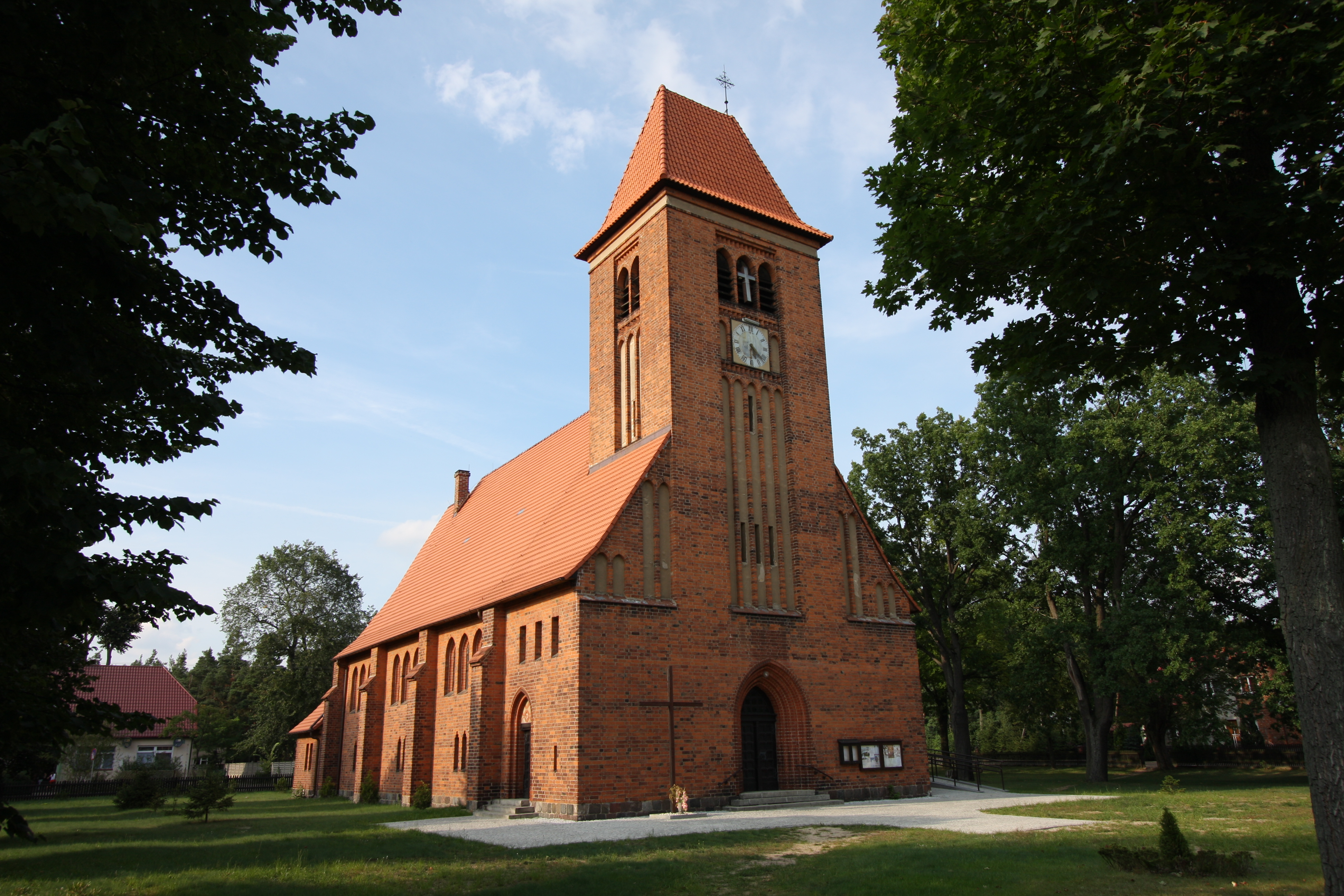
Dorfkirche in Jastrzębsko Stare

Jastrzębsko Stare (deutsch: Friedenhorst) ist ein Dorf in der Woiwodschaft Großpolen, im Powiat Nowotomyski, in der Gmina Nowy Tomyśl. Der Ort liegt 5 Kilometer westlich von Nowy Tomyśl, 59 Kilometer westlich von Posen und hat 675 Einwohner. Jastrzębsko Stare wurde Anfang des 18. Jahrhunderts als eine hauländische Siedlung gegründet. Im Jahre 1905 wohnten in 86 Wohnhäuser 523 Einwohner; 502 waren evangelisch (alle mit deutscher Muttersprache), 20 waren katholisch (9 mit deutscher und 11 mit polnischer Muttersprache). 1 Einwohner war des jüdischen Glaubens. Sehenswert ist hier die 1914 erbaute ehemalige evangelische Dorfkirche, die unter Denkmalschutz steht.